# Peter Cehlárik
Peter Cehlárik (* 2. August 1995 in Žilina) ist ein slowakischer Eishockeyspieler, der seit Februar 2023 erneut bei Leksands IF aus der Svenska Hockeyligan unter Vertrag steht und dort auf der Position des linken Flügelspielers spielt. Zuvor war Cehlárik unter anderem für die Boston Bruins aus der National Hockey League (NHL) aktiv.

## Karriere
Peter Cehlárik durchlief die Nachwuchsabteilungen des MsHK Žilina aus seiner Heimatstadt, bevor er im Oktober 2011 zu Luleå HF wechselte. Noch in der Saison 2011/12 debütierte der Flügelstürmer in der J20 SuperElit, der höchsten Juniorenliga Schwedens, kam allerdings hauptsächlich in der J18 des Vereins zum Einsatz. In der folgenden Spielzeit 2012/13 etablierte sich der Slowake in der J20 und wurde mit 37 Punkten aus 38 Spielen zu deren Topscorer. In der Folge wurde er im Februar 2013 erstmals in den A-Kader von Luleå HF berufen und debütierte wenig später in der Elitserien, wo der 17-Jährige zum jüngsten Torschützen der Vereinsgeschichte wurde. Anschließend unterzeichnete er im März 2013 einen neuen Dreijahresvertrag in Luleå und wurde wenig später im NHL Entry Draft 2013 an 90. Position von den Boston Bruins ausgewählt.
In der Saison 2013/14 etablierte sich Cehlárik im Aufgebot von Luleå HF und absolvierte dabei 32 Spiele in der Svenska Hockeyligan (SHL), wobei er allerdings den Beginn der Spielzeit leihweise beim Asplöven HC in der zweitklassigen HockeyAllsvenskan verbracht hatte. In der Folge spielte der Slowake zwei weitere komplette Spielzeiten in Luleå, wobei er mit dem Team die Champions Hockey League 2014/15 gewann. Im Juni 2016 unterzeichnete er einen Einstiegsvertrag bei den Boston Bruins, nachdem er wenige Wochen zuvor von Lokomotive Jaroslawl im KHL Junior Draft 2016 an 27. Position ausgewählt worden war. Somit wechselte Cehlárik im Sommer 2016 in die Organisation der Bruins und wird dort mit Beginn der Saison 2016/17 bei deren Farmteam, den Providence Bruins, in der American Hockey League (AHL) eingesetzt. Darüber hinaus beriefen ihn die Boston Bruins im Februar 2017 erstmals in ihr Aufgebot, sodass er wenig später in der National Hockey League (NHL) debütierte.
Nach vier Jahren in Boston, die er jedoch überwiegend in der AHL verbrachte und insgesamt 40 NHL-Partien bestritt, kehrte Cehlárik im August 2020 nach Schweden zurück, als er sich der Leksands IF aus der SHL anschloss. Im Juni 2021 erhielt er einen Vertrag beim HK Awangard Omsk aus der Kontinentalen Hockey-Liga (KHL). Zur Saison 2022/23 wechselte der Slowake zum Schweizer Meister EV Zug, bei dem er einen Zweijahresvertrag unterzeichnete. Dort wurde jedoch sein Vertrag im Februar 2023 umgehend aufgelöst und der Slowake kehrte wenig später nach Schweden zurück, wo er sich erneut Leksands IF anschloss.

### International
Erstmals vertrat Cehlárik sein Heimatland in der Saison 2012/13, als er am Ivan Hlinka Memorial Tournament 2012 und der U18-Weltmeisterschaft 2013 teilnahm. Anschließend war er Teil der slowakischen U20-Nationalmannschaft bei den U20-Weltmeisterschaften 2014 und 2015, wobei das Team 2015 die Bronzemedaille gewann. Im Rahmen der Weltmeisterschaft 2016 debütierte der Flügelstürmer für die A-Nationalmannschaft und belegte dabei den neunten Platz. 2021 nahm er erneut an einer Weltmeisterschaft teil. Zum ersten Mal seit acht Jahren qualifizierte sich die Slowakei bei diesem Turnier für das Viertelfinale, schied aber dort gegen das Team der USA aus und belegte den achten Platz. Mit seinen elf Scorerpunkten, die er in acht Spielen erzielte, war er der produktivste Spieler seines Teams. Cehlárik wurde in der Folge als bester Angreifer des Turniers ausgezeichnet. Im folgenden Jahr gewann er mit dem slowakischen Team bei den Olympischen Winterspielen 2022 in Peking die Bronzemedaille.

## Erfolge und Auszeichnungen
- 2015 Champions-Hockey-League-Gewinn mit Luleå HF

### International
- 2015 Bronzemedaille bei der U20-Junioren-Weltmeisterschaft
- 2021 Bester Stürmer der Weltmeisterschaft
- 2022 Bronzemedaille bei den Olympischen Winterspielen

## Karrierestatistik
Stand: Ende der Saison 2022/23

### International
Vertrat die Slowakei bei:
| - Ivan Hlinka Memorial Tournament 2012 - U18-Junioren-Weltmeisterschaft 2013 - U20-Junioren-Weltmeisterschaft 2014 - U20-Junioren-Weltmeisterschaft 2015 - Weltmeisterschaft 2016 | - Weltmeisterschaft 2021 - Qualifikationsturnier für die Olympischen Winterspiele 2022 - Olympischen Winterspielen 2022 - Weltmeisterschaft 2023 |

(Legende zur Spielerstatistik: Sp oder GP = absolvierte Spiele; T oder G = erzielte Tore; V oder A = erzielte Assists; Pkt oder Pts = erzielte Scorerpunkte; SM oder PIM = erhaltene Strafminuten; +/− = Plus/Minus-Bilanz; PP = erzielte Überzahltore; SH = erzielte Unterzahltore; GW = erzielte Siegtore; 1 Play-downs/Relegation; Kursiv: Statistik nicht vollständig)